# Piperade
Piperade (Baskisch: Piperrada ) is een typisch Baskisch gerecht, dat gemaakt wordt van gesmoorde tomaat, paprika en ui. Door het met groene paprika's te maken, komen de kleuren van de vlag van Baskenland in het gerecht terug, maar oorspronkelijk werd het met rode Piment d'Espelette gemaakt. 
In de basis is het een vegetarisch bijgerecht, dat op toast gegeten kan worden, of als bijgerecht, maar een meer typische bereiding is met gebraden Bayonne-ham. Het gerecht kan bij een omelet worden geserveerd, of met eieren worden overgoten als het warm is. 